# ノヴォシビルスク州

ノヴォシビルスク州
ロシア語: Новосибирская область

ノヴォシビルスク州（ノヴォシビルスクしゅう、ロシア語: Новосибирская область, ラテン文字転写: Novosibirsk oblast）は、ロシア連邦中南部の州（オーブラスチ）。州都はノヴォシビルスク。シベリア連邦管区に含まれる。

## 地理
西シベリア平原の南東部、オビ川とエルティシ川のあいだに位置する。南部でカザフスタンと国境を接する。ロシア連邦内では、西にオムスク州、北にトムスク州、東にケメロヴォ州、南にアルタイ地方と隣り合う。東西の最大の幅は642 km、南北には444 km。大部分は平原であり、南部にはステップが広がる。北部は森林で覆われ、湖沼が多い。最大の湖は南部のチャニ湖。
大陸性の気候。1月の平均気温は-15.0度、7月の平均気温は+22.0度。

## 住民
住民の94.2%はロシア人。そのほか、ドイツ人（ヴォルガ・ドイツ人、0.7%）、タタール人（0.7%）、ウクライナ人、カザフ人、ウズベク人、タジク人など。住民の約半分がノヴォシビルスク市に集中している。

## 歴史
17世紀ごろからロシア人の入植が始まった。ノヴォシビルスクは、19世紀末までは小村に過ぎなかったが、シベリア鉄道が開通して以後、急速に発展した。1937年に州として設置された。
第二次世界大戦後、アンジェルカに第526収容地区（ラーゲリ）が設置されて、シベリア抑留の対象となった日本人捕虜が収容された歴史がある。

## 資源・産業
石炭を産する。北西部では原油や天然ガスが採掘される。主な産業は自動車産業、金属加工、化学工業、食品加工など。

## 都市
14の都市、30の行政地区、18の町、428の集落が数えられる。州都ノヴォシビルスクのほかに、主な都市として、ベルツクなど。

## 標準時
この地域は、クラスノヤルスク時間帯の標準時を使用している。時差はUTC+7時間で、夏時間はない。（以前はオムスク時間を使用していて、2011年3月までは標準時がUTC+6で夏時間がUTC+7、同年3月から2014年10月までは通年UTC+7、2016年7月までは通年UTC+6であった）